# Markus Pohanka

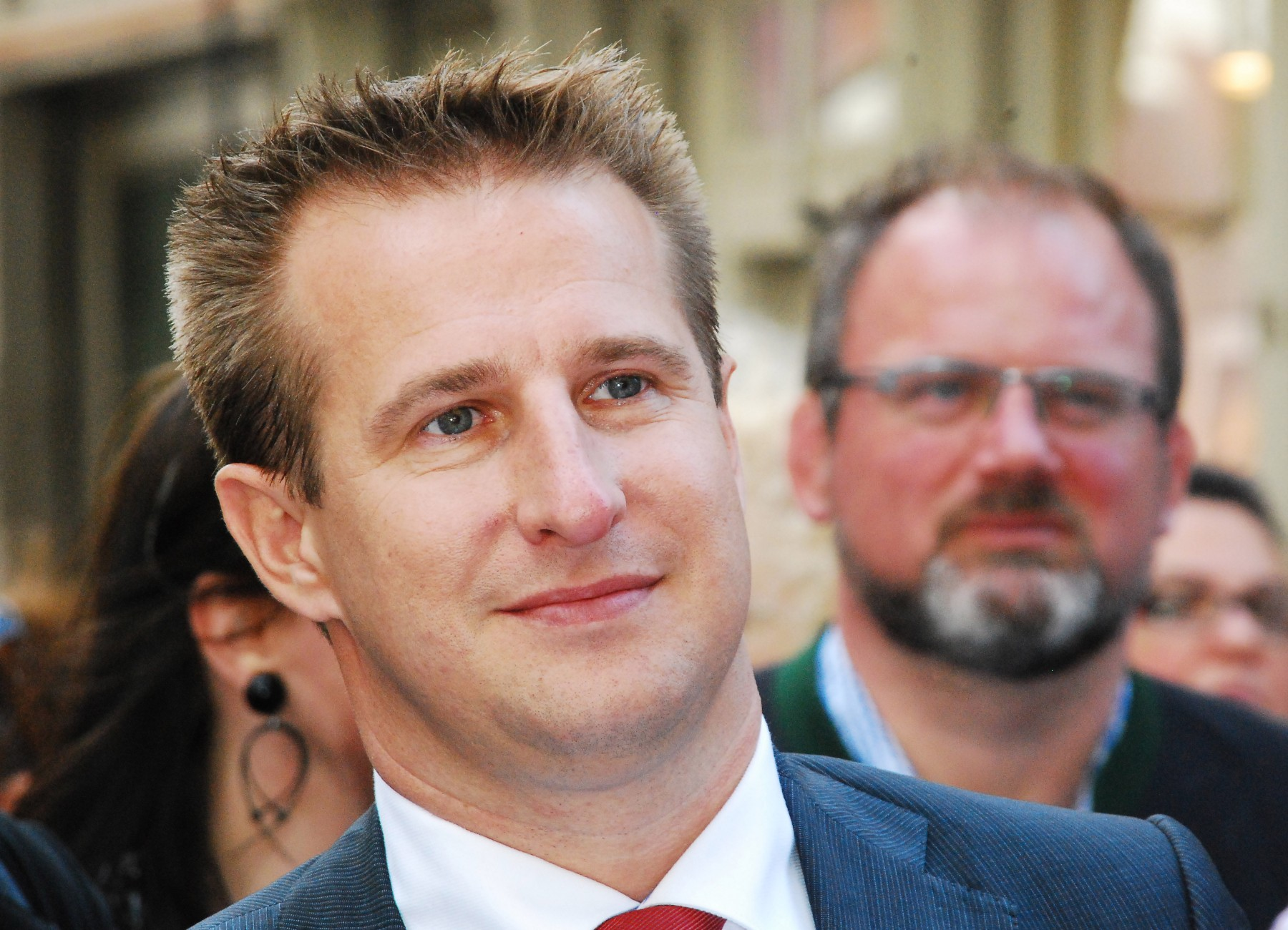
Markus Pohanka (2012)

Markus Pohanka (* 1974 in Wien) ist ein ehemaliger österreichischer Fernsehmoderator. 

## Leben
Pohanka studierte Handelswissenschaften an der Wirtschaftsuniversität Wien und verfasste seine Diplomarbeit über „e-Demokratie in Wien“. Er war bereits während seines Studiums in verschiedenen Bereichen für den ORF tätig, wobei er unter anderem als Redakteur, Moderator und Assistent des Generalintendanten arbeitete. Zwischen 2002 und 2009 moderierte Pohanka die Fernsehsendung Wien heute, wobei er zeitweise auch als Sendungschef fungierte. Im Juli 2009 moderierte Pohanka zum letzten Mal eine Sendung von „Wien heute“ und wechselte mit August 2009 als Abteilungsleiter für „Externe Beziehungen“ zur Austro Control.